# Castelo de Eilean Donan

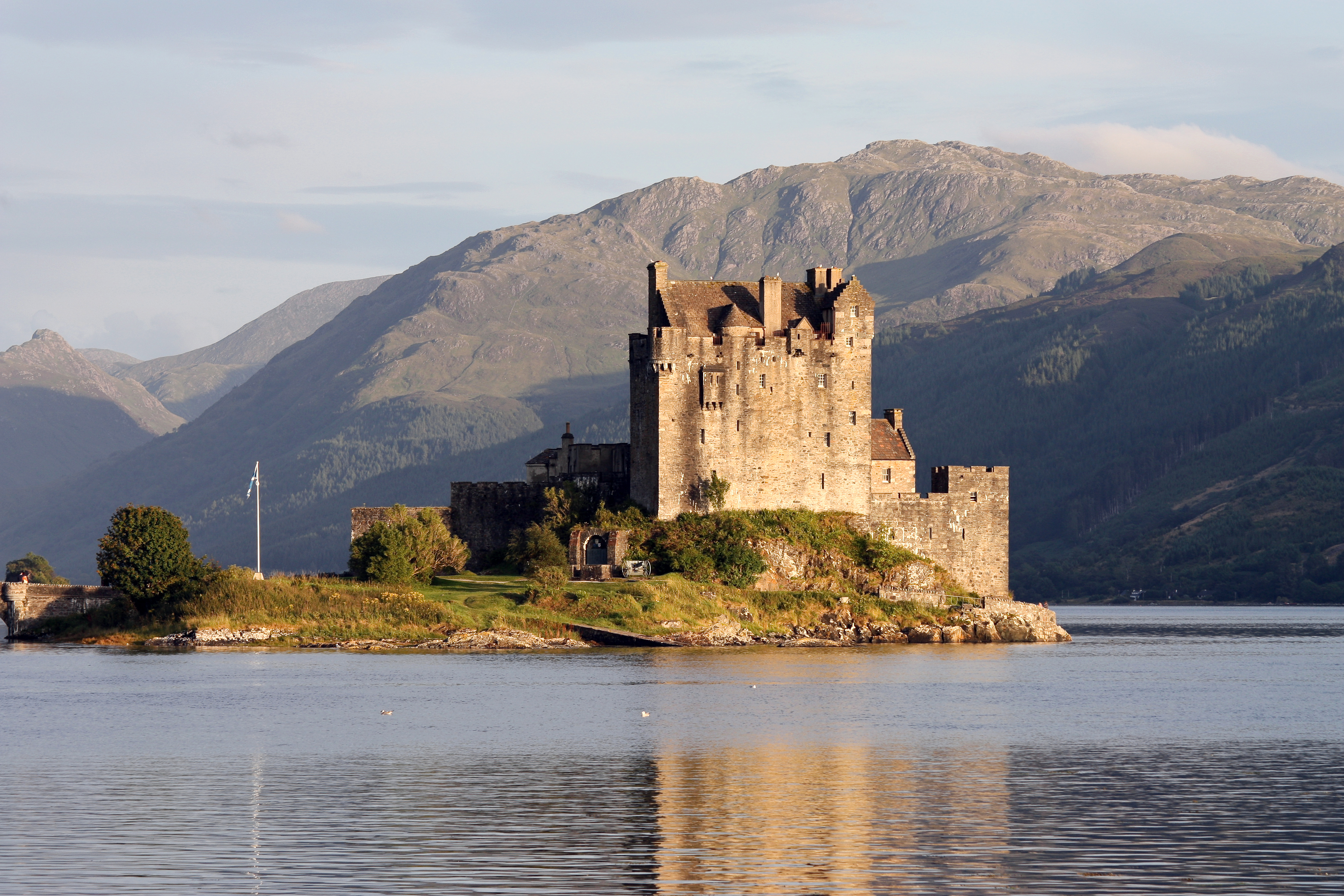
O castelo, visto do oeste.

O Castelo de Eilean Donan (em gaélico escocês, Eilean Donnáin) foi construído em uma pequena ilha em Loch Duich, a oeste das Terras Altas escocesas, conectada à margem próxima por uma ponte e situa-se a meia milha da vila de Dornie. A ilha de Eilean Donan (que significa ilha de Donan) foi nomeada em homenagem a Donan de Eigg, um mártir celta da Alta Idade Média.

## O castelo de Eilean Donan

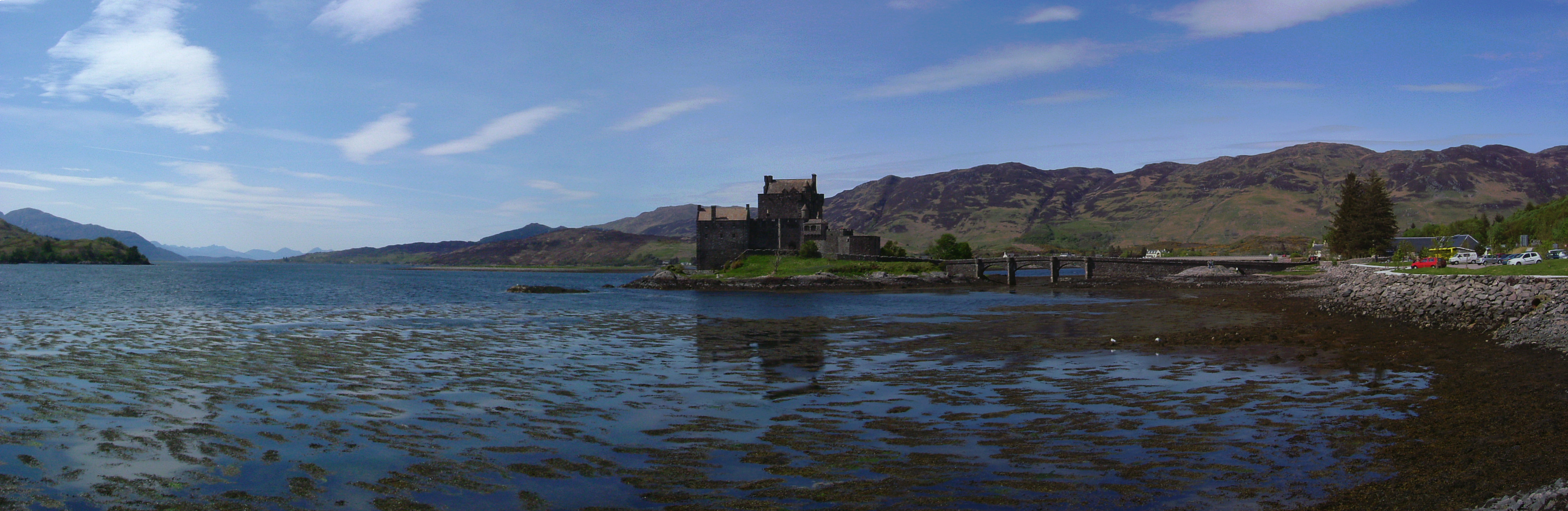
Loch Duich e castelo de Eilean Donan com a Ilha de Skye ao longe.

O castelo original foi construído em inícios do século XIII, como uma defesa contra vikingss. Ainda no século XIII, tornou-se uma fortaleza do Clã Mackenzie de Kintail (posteriormente, condes de Seaforth). Em 1511, o clã Macrae, como protetores dos Mackenzies, herdou o castelo.
Em 1539, Iain Dubh Matheson, chefe do clã Matheson, morreu na defesa do castelo contra o clã MacDonald of Sleat, em aliança aos Macraes e aos Mackenzies.
Em abril de 1719, o castelo foi ocupado por tropas espanholas que tentavam iniciar uma nova revolta jacobita. O castelo foi, todavia, recapturado e então demolido por três fragatas da real marinha, em maio de 1719. As tropas espanholas foram derrotadas um mês depois, na batalha de Glen Shiel.
O castelo foi restaurado entre 1919 e 1932, pelo tenente-coronel John Macrae-Gilstrap. A restauração incluiu a construção de uma ponte arcada a fim de oferecer um acesso mais fácil à ilha. Em 1983, a Conchra Charitable Trust foi fundada pela família de Macrae para cuidar do castelo.
Uma curiosidade é que Eilean Donan possui uma das duas únicas escadas em espiral para canhotos situadas em castelos na Grã-Bretanha, visto que o rei do tempo da construção do castelo era canhoto. Outras curiosidade são um canhão cinza da Grande Guerra, situado fora da construção, e um memorial aos Macraes mortos durante esse confronto.
Atualmente, Eilean Donan é o lar do clã Macrae. Em 2001, a ilha tinha uma população de apenas uma pessoa.

## Fama
O castelo é um dos monumentos escoceses mais fotografados e um local popular para casamentos e locações cinematográficas. Aparece em filmes como: The Master of Ballantrae (1953), The Private Life of Sherlock Holmes (1970), Highlander (1985), Mio in the Land of Faraway (1987), Loch Ness (1996), Kuch Kuch Hota Hai (1998), The World Is Not Enough (1999), Kandukondain Kandukondain (2000), Elizabeth: The Golden Age (2007) e Made of Honor (2007).
Também figurou no encarte do álbum Dreamcatcher: Best Of (2000), da banda Secret Garden

## Galeria

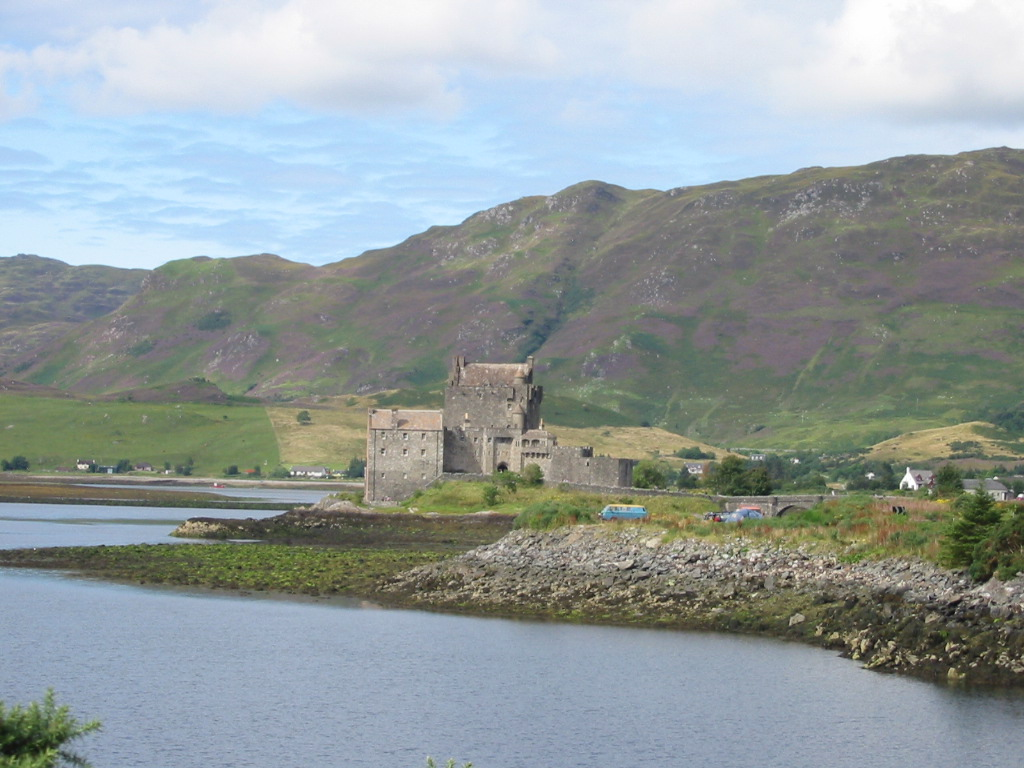
O castelo de Eilean Donan e redondezas.
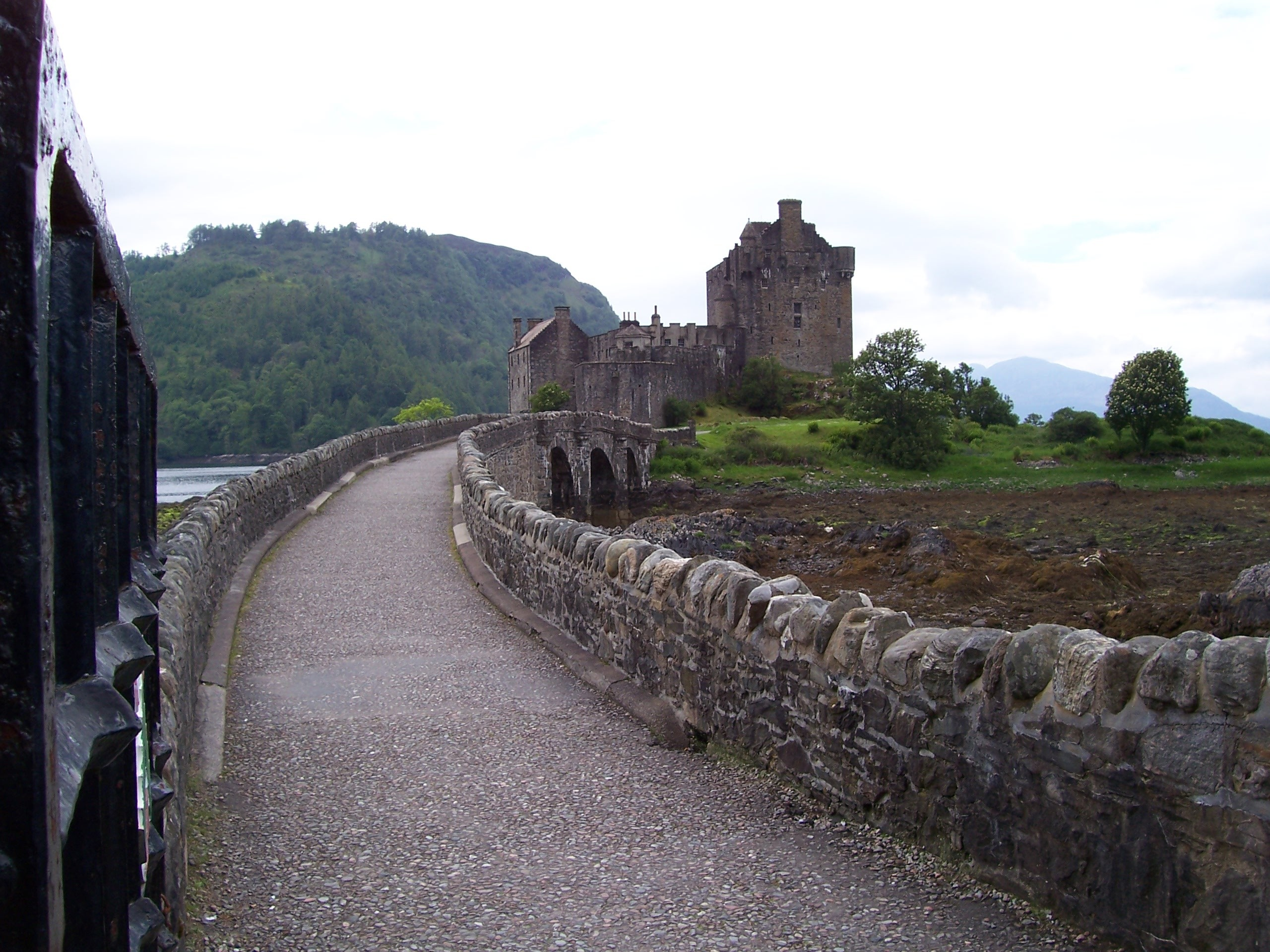
A ponte do castelo.
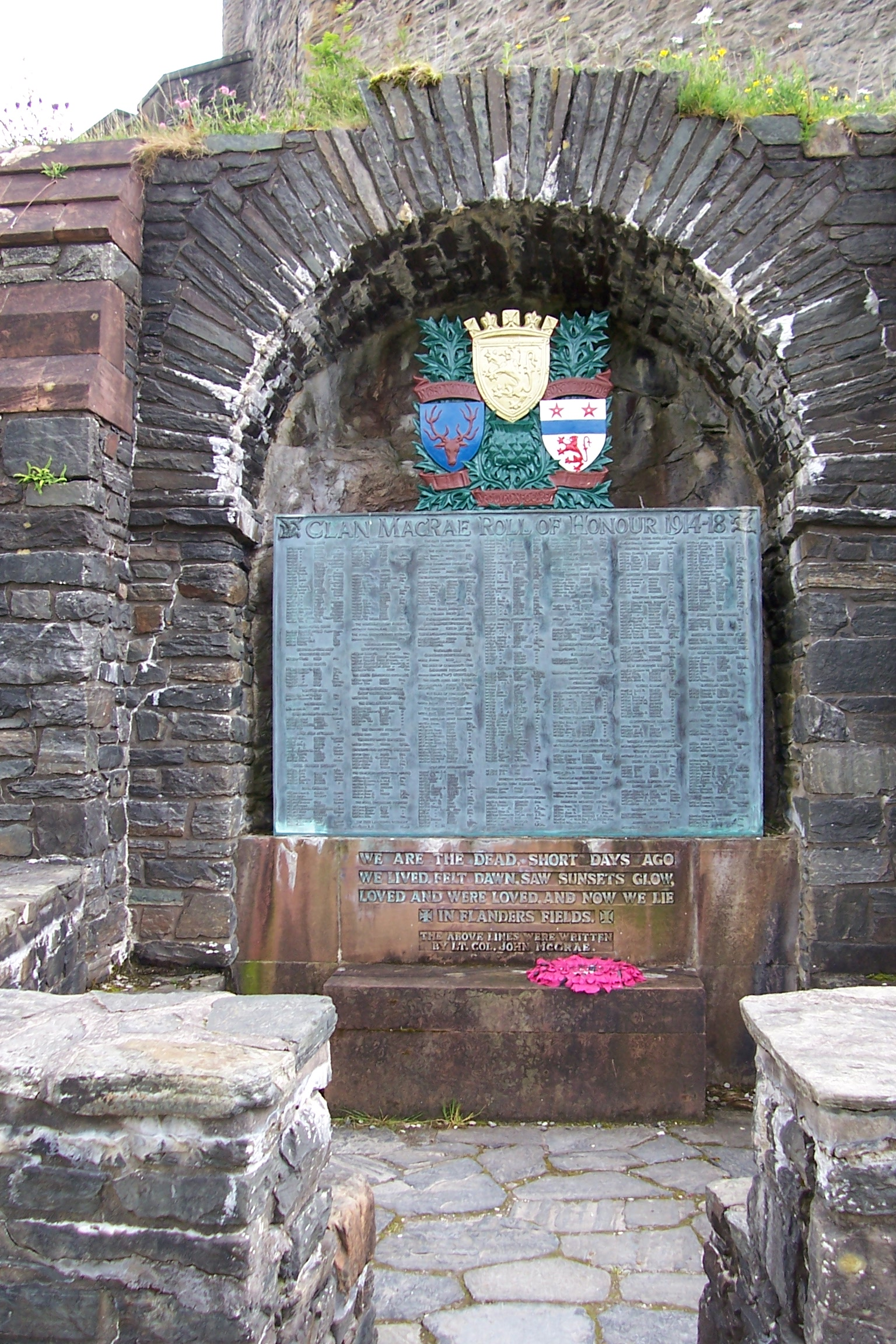
Memorial do clã Macrae.
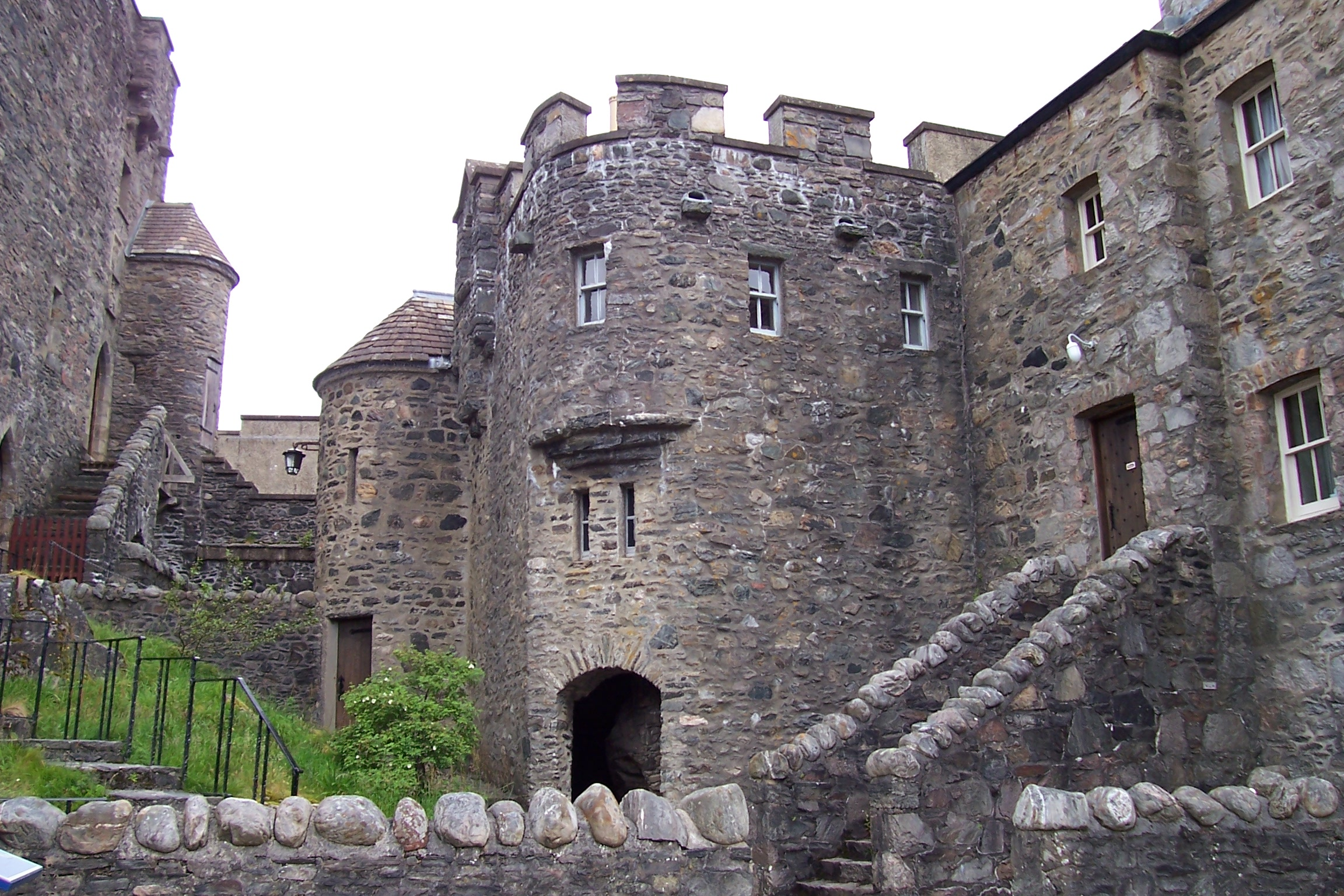
Vista interna do castelo.